# Five Nights at Freddy’s: Help Wanted
Five Nights at Freddy’s: Help Wanted (с англ. — «Пять ночей у Фредди: Требуется работник») — независимая компьютерная игра в жанре survival horror для очков виртуальной реальности, разработанная и выпущенная в 2019 году канадской командой разработчиков Steel Wool Studios и американским игровым дизайнером Скоттом Коутоном при поддержке Lionsgate Games. Игра представляет собой сборник из мини-игр от предыдущих частей франшизы Five Nights at Freddy’s, где игрок в роли ночного охранника должен обороняться от аниматроников, которые норовят проникнуть к нему в офис с целью убить персонажа. С точки зрения игрового процесса мини-игры схожи с геймплеем предыдущих частей. Внутри уровней спрятаны монетки, разблокирующие коллекционные предметы и аудиокассеты, дающие представление о метафикционном сюжете игры.
Коутон обратился к команде Steel Wool Studios с целью создать первую игру Five Nights at Freddy’s для очков виртуальной реальности. Ему понравились наработки разработчиков, и он решил адаптировать для проекта все предыдущие части серии. Five Nights at Freddy’s: Help Wanted была выпущена 28 мая 2019 года для Windows и PlayStation 4 с поддержкой очков Oculus Rift, HTC Vive и PlayStation VR. Игра получила положительные отзывы от критиков — её называли доступной и напряжённой частью франшизы, хотя и отмечали повторяющиеся скримеры. В октябре того же года был выпущен пакет DLC Curse of Dreadbear (с англ. — «Проклятие Дредбера»). 14 декабря 2023 года вышло продолжение — Five Nights at Freddy’s: Help Wanted 2.

## Игровой процесс

Скриншот игры, на котором игрок смотрит в планшет с камерами наблюдения на уровне из первой части

Five Nights at Freddy’s: Help Wanted представляет собой игру в жанре survival horror в виртуальной реальности. В плане геймплея, Help Wanted — сборник мини-игр, в которых игрок должен выполнять различные задания, чтобы не попасться на глаза аниматроникам. Мини-игры основаны на всех предыдущих частях Five Nights at Freddy’s вплоть до Sister Location, и они повторяют их игровой процесс. В частности, игрок может использовать планшет с камерами наблюдения для слежки за аниматрониками, и несколько гаджетов для избежания обнаружения — железные двери, фонарики и маска. Если персонажа игрока замечает противник, игра заканчивается.
Помимо этого, в Help Wanted присутствуют дополнительные задания для игрока — «Parts and Service» требует проводить техническое обслуживание аниматроников, не вызвав при этом панику у них, в «Vent Repair» нужно отремонтировать вентиляцию, а в «Night Terrors» игрок должен поймать аниматроников с помощью фонарика с ограниченным запасом батареи. Прохождение уровней, именуемых в игре «ночами», открывает доступ к альтернативным мини-играм с повышенной сложностью и искажённой графикой. Во время прохождения «ночей» игрок может собирать монетки, которые разблокируют коллекционные внутриигровые предметы и аудиокассеты, в которых рассказывается сюжет игры.

## Сюжет
В метафикционном сюжете Help Wanted игрок управляет пользователем игры в виртуальной реальности Freddy Fazbear Virtual Experience, разработанной корпорацией «Fazbear Entertainment», управляющей ресторанами и брендом «Freddy Fazbear». Репутация компании за последние годы сильно пострадала из-за нескольких инцидентов, которые приобрели статус «городской легенды». Проблема ещё усугубилась серией хоррор-игр, основанных на этих самых легендах и созданных неназванным инди-разработчиком. В попытке повысить своё доверие, «Fazbear Entertainment» заказала разработку игры для того, чтобы убедить общественность в том, что все события вокруг неё были вымышленными.
Собирая спрятанные кассеты, игрок узнаёт о непростой разработке игры. Выясняется, что корпорация наняла безымянного и бедного инди-разработчика для того, чтобы высмеять слухи вокруг неё, но тот отказывается из-за её испорченной репутации. «Fazbear Entertainment» насильно заставляют его работать над играми, и после создания нескольких игр, он погибает. Также в аудиозаписях говорится, что в игру через старую печатную плату загружен вредоносный код, который принимает форму кроликоподобного персонажа Глитчтрапа, и тот, завладев сознанием пользователя, пытается сбежать из игры.
В Help Wanted есть несколько концовок, которые зависят от выбора игрока. В одной из них Глитчтрап захватывает разум пользователя, смотрит титры и выступает на сцене, а в другой игрок следует указаниям из записей и запирается за железной дверью, где Глитчтрап заставляет пользователя замолчать и исчезает.

## Разработка и выпуск
Five Nights at Freddy’s: Help Wanted разработана командой Steel Wool Studios и создателем Five Nights at Freddy’s Скоттом Коутоном при поддержке Lionsgate Games и Striker Entertainment. Коутон обратился к Steel Wool Studios с просьбой воссоздать игру Five Nights at Freddy’s для очков виртуальной реальности. После того, как студия закончила свою работу, команда почувствовала, что итоговый результат оказался «слишком простым», и решила улучшить его, добавив новые анимации и подкорректировав графику. Скотту настолько понравились наработки разработчиков, что решил включить в игру элементы от всех предыдущих игр Five Nights at Freddy’s. Многие аспекты в дизайне персонажей пришлось сильно обновить, чтобы они выглядели убедительно и оставались пугающими в 3D-среде, включая их движения.
Официальный анонс игры состоялся на конференции State of Play от Sony Interactive Entertainment 25 марта 2019 года. Также Help Wanted показали на PAX East, проходившую с 28 по 31 марта. До этого Коутон написал, что он будет заниматься разработкой Five Nights at Freddy’s в виртуальной реальности в сотрудничестве с неустановленной студией. Первоначально релиз планировался в апреле 2019 года, но в итоге игра вышла 28 мая того же года на PlayStation 4 и Windows с поддержкой очков PlayStation VR, Oculus Rift и HTC Vive. 17 декабря была выпущена версия «Flat Mode» без поддержки VR. 21 мая 2020 года Help Wanted была портирована на Nintendo Switch, 16 июля в игру добавили поддержку очков Oculus Quest, а 26 октября Help Wanted вышла на Android и iOS. Версия для Xbox One была выпущена 29 октября. 23 октября разработчики выпустили пакет DLC Curse of Dreadbear, приуроченный к Хэллоуину и содержащий дополнительные уровни. Для Oculus Quest Curse of Dreadbear вышла в декабре. 21 ноября 2023 года для PlayStation 5 вышло расширенное издание Five Nights at Freddy’s: Help Wanted — Full Time Edition, содержащее DLC и поддерживающее PlayStation VR2.

## Отзывы критиков
| Сводный рейтинг    | Сводный рейтинг          |
| Агрегатор          | Оценка                   |
| ------------------ | ------------------------ |
| Metacritic         | 80/100 (PS4) 53/100 (NS) |
| Иноязычные издания |                          |
| Издание            | Оценка                   |
| Destructoid        | 9/10                     |
| IGN                | 8,3/10                   |
| Nintendo Life      | 3/10                     |
| HobbyConsolas      | 73/100                   |
| The Games Machine  | 8,6/10                   |

Согласно сайту-агрегатору Metacritic, версия для PlayStation 4 получила «в целом положительные отзывы» — она получила 80 баллов из 100. В то же время, версия для Nintendo Switch была оценена лишь на 53 балла из 100, что, по критериям сайта, указывает на «смешанные отзывы».
Рецензенты посчитали, что Help Wanted является «доступной» частью франшизы. Джордан Девор из Destructoid отметил, что игра понравится как давним фанатам Five Nights at Freddy’s, так и тем, кто с ней не знаком. Николо Пачетто из итальянского журнала The Games Machine также отметил, что Help Wanted придёт по душе не поклонникам хоррор-франшизы за счёт своей простой механике. Дэвид Жаньо из UploadVR назвал Help Wanted «достойной адаптацией игр франшизы», а Дестри Франческо из итальянского подразделения IGN признал её «одной из самых страшных хоррор-игр для VR».
Критики назвали Help Wanted «напряжённой» и «тревожной». Дэвид Жаньо отметил «захватывающую» атмосферу, «увеличивающую мощность скримеров», и сказал, что VR придаёт игре элемент погружения. Кроме того, он также отметил «детализированный» и «пугающий» дизайн аниматроников. Итальянский IGN утверждал, что игра создаёт непреодолимое напряжение с течением времени, что заставляет игрока чувствовать себя уязвимым. Другие рецензенты отметили «эффективные» скримеры, но со временем они станут приедаться.
Рецензенты также отметили мини-игры. Джордану Девору понравилось, как они создают новые впечатления, выходящие за рамки основных игр Five Nights at Freddy’s; особенно ему понравились «Vent Repair» и «Dark Rooms». IGN также выделил «Vent Repair» и отметил, что мини-игры повышают реиграбельность. Николо Пачетто назвал уровни «разнообразными», но отметил, что некоторые из них сохранили свои недостатки из оригинальных игр. Несмотря на внушительное количество уровней, UploadVR счёл Help Wanted «повторяющейся», назвав её механику «простой» и «неспособной подкрепить опыт».

### Награды
Help Wanted попала в список «любимых игр ужасов PlayStation 2019 года». Игра была номинирована на премию Coney Island Dreamland Award за лучшую AR/VR игру на New York Game Awards. Help Wanted также была номинирована на Steam Awards в категории «Игра года в виртуальной реальности», но уступила Beat Saber. В сентябре 2023 года сайт GameRant поставил Help Wanted на пятое место своего топа лучших игр во франшизе Five Nights at Freddy’s. Сайт Hi-tech Mail.ru включил её в пятёрку «лучших VR стелс-игр и игр на выживание» списка «Лучшие VR-игры в 2023 году».

## Продолжение
24 мая 2023 года на презентации PlayStation Showcase разработчики из Steel Wool Studios анонсировала прямое продолжение Help Wanted — Five Nights at Freddy’s: Help Wanted 2 с планом на релиз в конце 2023 года. 20 ноября Steel Wool Studios опубликовали сообщение в PlayStation Blog, в котором раскрыли дату выхода — 14 декабря, а игра будет поддерживать только PlayStation VR2. В игре представлены уровни, основанные на Sister Location и Security Breach. Help Wanted 2 попала в список лучших VR-эксклюзивов с самым большим объёмом валовой выручки за 2023 год в Steam и стала одной из самых загружаемых VR-игр в PlayStation Store за декабрь 2023 года.